# Afro-caribenhos
Os afro-caribenhos são povos do Caribe, de origem africana, cuja história se inicia após a chegada de Cristóvão Colombo na região, em 1492. Outros nomes para o grupo incluem afro-anglo-caribenhos (especialmente no ramo britânico da diáspora africana), afro-antilhanos ou afro-indianos ocidentais.
Entre os séculos XVI e XIX, período do tráfico negreiro, a maioria dos africanos chegou ao Caribe (Caraíbas (em português europeu)) na condição de mão-de-obra escrava destinada às grandes propriedades agrícolas monocultoras, conhecidas como plantations,  exploradas pelas potências coloniais — britânica, francesa, espanhola e holandesa. A resistência dos afro-caribenhos, através de revoluções e revoltas, levou, em alguns casos, à abolição da escravatura. Posteriormente, ex-escravos envolveram-se em movimentos pela independência das colônias americanas, contribuindo para a criação de estados nacionais na região.
Embora a maioria dos afro-caribenhos ainda permaneça no Caribe, houve uma significativa diáspora por todo o hemisfério ocidental - principalmente Grã-Bretanha, França, Estados Unidos e Canadá. Vários deles se destacaram nas sociedades ocidentais e africanas – de Marcus Garvey e W. E. B. Du Bois a Frantz Fanon; de Colin Powell a Bob Marley.

## História dos afro-caribenhos

### Séculos XVI e XVIII
Na era pós-colombiana os arquipélagos e ilhas do Caribe foram os primeiros destinos da Diáspora africana do Atlântico Ocidental. Em 1492, Pedro Alonso Niño, um marinheiro negro espanhol, pilotou um dos navios de Colombo. Ele voltou ao Caribe em 1499, mas não assentou. No início do século XVI, mais africanos começaram a integrar a população das colônias caribenhas espanholas, ora como ex-escravos libertos, mas cada vez mais como servos escravizados, trabalhadores e peões. Esta crescente demanda por trabalhadores africanos no Caribe foi em parte resultado do enorme despovoamento causado por massacres, condições precárias e doenças trazidas pelos colonizadores europeus para os Taínos e outras populações indígenas da região. Em meados do século XVI, o comércio de escravos africanos para o Caribe era muito lucrativo, Francis Drake e John Hawkins preparam-se para fazer pirataria e quebrar as leis coloniais espanholas, para assim poderem transportar à força cerca de 1500 pessoas escravizadas da Serra Leoa e Saint Domingue (moderno Haiti e República Dominicana). Durante o século XVII e XVIII, o colonialismo Europeu no Caribe ficou cada vez mais dependente do trabalho escravo nas plantações, assim que, no final do século XVIII em muitas ilhas da região os afro-caribenhos livres eram em maior número que os seus patrões. As condições duras, a luta constante entre os Impérios e um sentimento crescente revolucionário resultou na revolução do Haiti liderado pelo Toussaint Louverture e Jean Jacques Dessalines.

### Séculos XIX e XXI
Em 1804, o Haiti, com uma população maioritária negra e nova liderança, tornou-se assim o segundo país das Américas a conquistar a independência de um Estado europeu. Durante o século XIX, as ondas contínuas de rebelião, como a Guerra Batista na Jamaica, liderada por Sam Sharpe, criou as condições para a abolição incremental da escravatura na região, sendo a Cuba a última ilha emancipada. Durante o século XX, as pessoas afro-caribenhos começaram a fazer vigorar os seus direitos culturais, econômicos e políticos que cada vez mais tinham valorizado no cenário mundial, começando com um movimento Associação Universal para o Progresso Negro de Marcus Garvey nos Estado Unidos, continuaram com o movimento negro de Aimé Césaire. A partir dos anos de 1960, os Índias Ocidentais iniciaram a luta pela independência do domínio colonial britânico, e foram pré-eminentes na criação de novas formas culturais, como reggae, calipso e rastafarismo dentro da própria Caribe. No entanto, além da região, uma diáspora afro-caribenha em desenvolvimento, incluindo figuras como Stokely Carmichael e DJ Kool Herc, foi influente na criação do Black Power e hip-hop movimentos dos EUA, bem como os desenvolvimentos culturais na Europa, como evidenciado pelos teóricos influentes como Frantz Fanon e Stuart Hall.

## Lista de figuras importantes na História Afro-caribenha
Política
- Toussaint Louverture — Revolucionário, general e governador Haitiano
- Jean-Jacques Dessalines — Revolucionário, general e chefe de estado Haitiano
- Marcus Garvey — Político e escritor Jamaicano
- Nanny de os Maroons — Revolucionário da emancipação Jamaicano
- Bussa — Revolucionário da emancipação Barbadiano
- Henri Christophe — Revolucionário, general e chefe de estado Haitiano
- Jean-Bertrand Aristide — Político, padre e chefe de estado Haitiano
- Portia Simpson Miller — Chefa de estado Jamaicana
- Dean Barrow — Chefe de estado Belizeano
- Paul Bogle — Ativista político Jamaicano
- Solitude -  Revolucionário da emancipação Guadeloupéu
- Forbes Burnham — Chefe de estado Guianês
- Sam Hinds — Chefe de estado Guianês
- Hugo Chavez — Chefe de estado Venezuelano
- Pedro Camejo —  Revolucionário da emancipação Venezuelano
- Michael Manley — Político Jamaicano
- Stokely Carmichael - Ativista de direito civis Trinidiano
- Dutty Boukman —  Revolucionário da emancipação Jamaicano e Haitiano
- Antonio Maceo Grajales — Revolucionário e general Cubano
- Juan Almeida Bosque — Revolucionário e general Cubano
- Mary Eugenia Charles — Chefa de estado Dominicana

Ciência e filosofia
- Frantz Fanon — Escritor Martinês, psicólogo e ativista de direitos civis
- Stokely Carmichael — Escritor e ativista Trinidiano
- Stuart Hall — Filósofo Jamaicano
- Pedro Alonso Niño — Explorador Espanhol
- Mary Seacole — Diretora hospitalar Jamaicana
- C.L.R. James — Escritor e ativista Trinidiano
- Walter Rodney — Escritor e ativista Guianês
- Arlie Petters — Professor Belizeano e matemático da Universidade Duke

Artes e cultura
- Bob Marley — Compositor, cantor e músico Jamaicano
- Aimé Césaire — Escritor Martinês
- Bebo Valdés — Músico Cubano
- CLR James - Históriador, escritor e jornalista Trinidiano
- Earl Lovelace - Escritor de romance Trinidiano
- Admiral T - Músico e compositor Guadeloupiano
- Celia Cruz — Música Cubana
- The Mighty Sparrow - Vocalista e compositor musical Granadiano/Trinidiano
- Carlos Acosta — Dançarino de balé Cubano
- Derek Walcott — Poeta de Santa Lúcia
- Joey Badass — Rapper de Santa Lúcia
- Wyclef Jean — Músico, vocalista, compositor e ativista Haitiano
- Sidney Poitier — Ator Bahamiano premiado da Academy Award
- John Barnes — Futebolista nascido na Jamaica
- Chevalier de Saint-George — Compositor Guadeloupiano
- Frank Bowling — Pintor plástico Guianês
- Brian Lara — Esportista de críquete Trinidiano
- Rihanna — Compositora e cantora Barbadiana
- Sir Vivian Richards — Esportista de críquete Antilhano

## Grupos principais
- Afro-jamaicanos
- Afro-trinidianos
- Afro-bahamianos
- Afro-cubanos
- Afro-costarriquenhos
- Afro-haitianos
- Afro-portorriquenhos
- Afro-dominicanos
- Afro-granadianos
- Afro-vincentianos
- Afro-belizeanos
- Raizal, no arquipélago de Santo André, Providência e Santa Catarina, atualmente na Colombia, ao largo da costa da Nicarágua e costa dos Mosquitos
- Comunidade afro-anglo-caribenha
- Australianos de ascendência caribenha
- Brasileiros de ascendência caribenha
- Afro-indiano-ocidental
- Afro-latino-americanos
- Outros membros da Diáspora africana ou do Caribe

## Cultura
- Música afro-caribenha